# Kałowo (Bułgaria)
Kałowo (bułg. Калово) – wieś w Bułgarii, w obwodzie Burgas, w gminie Małko Tyrnowo. W 2023 roku liczyła 31 mieszkańców.